# 恩里科·丹多洛
恩里科·丹多洛（Enrico Dandolo，1107年—1205年5月），第四十一任威尼斯总督，威尼斯历史上著名的商人兼政治军事家。第四次十字军东征时他成功诱导十字军把矛头从耶路撒冷转向东罗马帝国的首都君士坦丁堡。据说他早年行商时曾在君士坦丁堡被迫害下狱并被弄瞎双眼，当时正是君士坦丁人排斥威尼斯商人的时候。 有认为这是他后来血洗君士坦丁堡的私人原因。

## 生平

### 家族史
恩里科·丹多洛出生于古老的丹多洛家族， 其父维塔莱·丹多洛（Vitale Dandolo）是著名法学家，并在总督府担任重要职务。在其少年时期，丹多利家族与波拉尼家族、巴多尔家族结成有力同盟，为其今后的政治生涯奠定初步基础。1130年，恩里科·丹多洛的叔叔（同名为恩里科·丹多洛）被选为宗主教，波拉尼家族的彼得罗·波拉尼被选为总督。1141年，因为教会法管辖权的问题，丹多洛宗主教与总督正面冲突，两家交恶。1147年，丹多洛宗主教被流放，但总督不久去世。1151年，恩里科·丹多洛之兄安德烈·丹多洛与波拉尼家族的女儿结婚，两家和解。恩里科·丹多洛早年跟随兄长乔瓦尼·丹多洛在君士坦丁堡和亚历山大港经商。随后在费拉拉和君士坦丁堡担任外交官。1171至1172年，拜占庭扣留了数以千计的威尼斯货物并将住在帝国内的威尼斯人全部抓捕入狱。公众要求总督采取报复性的军事行动，但因瘟疫远征在1172年即惨遭失败，总督维塔莱·米基耶尔亦在回程途中遭暴徒杀害。恩里科·丹多洛参与此次远征，幸免于难，次年被任命为君士坦丁堡的大使。1174年，其父维塔莱去世，恩里科·丹多洛成为家族家长。1186年，威尼斯政府与拜占庭的外交纠纷的谈判最终以条约形式解决，但其间的波折在丹多洛心中种下仇恨的种子。

### 目盲
丹多洛的目盲原因并不清楚。在第四次十字军东征后有传言称他是在1171年拜占庭驱逐威尼斯商人时，被皇帝下令弄瞎的。然而，这一解释显然有问题，因为丹多洛在1171年继续从事商业并签署文件。在威尼斯，盲人签署文件是非法的。根据托马斯·马登的研究，丹多洛的目盲可能来自于1174年至1176年间的某次后脑的撞击。文件显示1174年丹多洛签署的文件完全可读，但1176年的文件却杂乱无章，说明了他的视力逐渐恶化。考虑到他的年龄，在当时高龄者失明并不罕见。

### 总督生涯

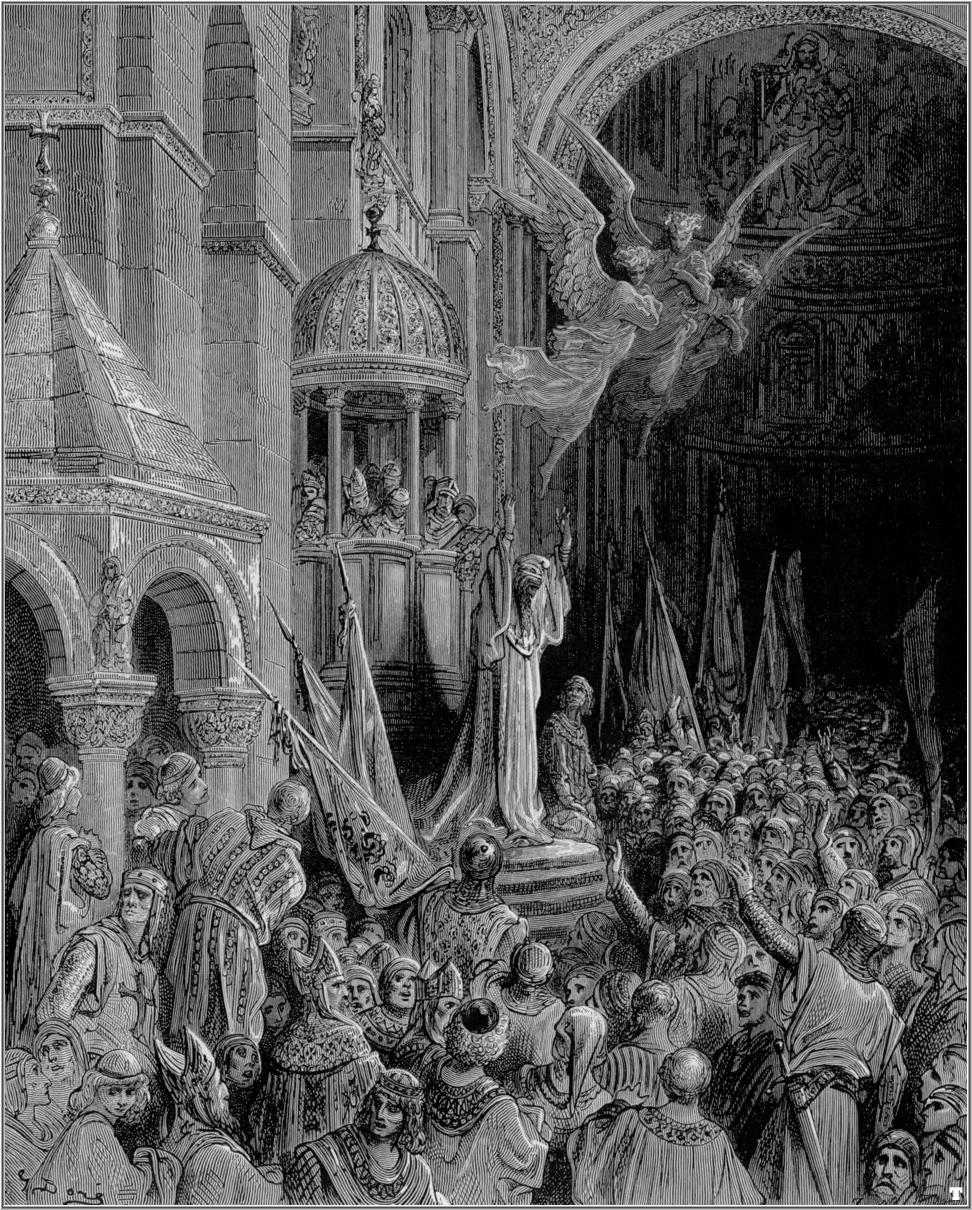
恩里科宣教時時人所作的想像畫

1192年，恩里科·丹多洛成为威尼斯第四十一任总督。虽然年老目盲仍雄心勃勃。有人指出，此时他已年过七十。但根据托马斯·马登的研究，他最有可能生于1107年，意味着他已80多岁。1194年，恩里科·丹多洛进行货币改革。他引入等价于26个第纳尔（dinaro）的大银币格罗索（grosso），并保证其98.5%的银含量。之后格罗索成为地中海贸易的主要货币。

### 第四次十字军东征
1202年，十字军骑士聚集威尼斯，恩里科·丹多洛决定允许延缓十字军债务，但条件是后者帮助威尼斯夺取匈牙利王国治下的扎达尔（Zadar）。在圣马可广场上的仪式中, 恩里科·丹多洛加入十字军并成为其重要领袖。10月24日扎达尔被占领，围攻期间一部分战士拒绝战斗，但之后意识到之后冬天的补给问题使洗劫成为唯一选项。村民打出旗帜和十字架标记表明自己是基督徒但无济于事，教皇在此期间亦敦促十字军领袖停止攻击并将所有参与攻击的战士革除教籍，但之后反悔而改成只革除威尼斯人的教籍。十字军在此驻扎了近一年才再次启程。
不久之后，被废黜的拜占庭皇帝以撒克二世之子亚历克修斯·安杰卢斯（未來的阿莱克修斯四世）以之后帮助十字军东征为条件请求恩里科·丹多洛助其复位。1204年，十字軍攻陷君士坦丁堡，大肆洗劫，97歲的恩里科·丹多洛在其中担任了重要的指挥角色。1205年恩里科·丹多洛去世，并被埋葬在索菲亚大教堂，也許在东走廊。其真正墓穴在奥斯曼征服后被摧毁，19世纪意大利修复团队在可能的位置放置了纪念碑文，至今可见。

### 后代
其子拉聂罗（Raniero）作为副总督在恩里科·丹多洛远征时攝政，之后在与热那亚争夺克里特岛的战争中被杀。其孙女，安娜·丹多洛（Anna Dandolo）嫁给了塞尔维亚国王斯特凡·内曼伊奇。

## 文化
恩里科·丹多洛和其陵寝在丹·布朗的小说地狱中充当了关键角色。
恩里科·丹多洛在游戏文明V中作为威尼斯文明领袖。